# Kingdomino
Kingdomino ist ein Legespiel des französischen Spieleautors Bruno Cathala. Es erschien 2015 im französischen Verlag Le Grand Massif, 2016 beim deutschen Verlag Pegasus Spiele.
2017 wurde das Spiel für den französischen Spielepreis As d’Or – Jeu de l’Année, das Spiel des Jahres und den Beeple Award nominiert. Sowohl den Preis für das Spiel des Jahres, als auch den Beeple Award konnte es gewinnen.

## Spielweise
Bei Kingdomino handelt sich um eine Weiterentwicklung des klassischen Dominospiels. Es geht den Spielern darum, mit Hilfe der verfügbaren Legeplättchen die Ländereien des eigenen Königreichs so auszubauen, dass es am Spielende das wertvollste unter den Königreichen ist.
Das Spielmaterial besteht neben der Spielanleitung aus
- 48 Dominoplättchen mit jeweils zwei Feldern,
- 4 Startplättchen mit jeweils einem Feld,
- 4 Schlössern in den vier Spielerfarben (Gelb, Grün, Blau und Rosa),
- 8 Holzfiguren, je zwei in den vier Spielerfarben, und
- einem Stoffbeutel zum Nachziehen der Plättchen (in der Neuauflage durch einen 3D-Turm ersetzt).

Die Vorderseiten der Dominoplättchen zeigen die verschiedenen Landschaftstypen Feld, Wiese, Sumpf, Wald, Gebirge und See, teilweise mit spezifischen Gebäuden und Kronen, die Rückseiten sind nummeriert.

### Spielvorbereitung
Zu Beginn des Spiels wählt jeder Mitspieler eine Farbe aus und bekommt je ein Startplättchen, das zugehörige Schloss sowie je eine Holzfigur in der Spielerfarbe, den König; im Spiel mit zwei Spielern erhalten die Spieler jeweils beide Holzfiguren der Farbe. Das Schloss wird jeweils auf dem Startplättchen platziert. Alle Dominoplättchen kommen in den Stoffbeutel, danach werden je nach Spieleranzahl 24 (bei zwei Spielern) oder 12 Steine (bei drei Spielern) gezogen und entfernt. Im Spiel mit vier Spielern werden alle Dominoplättchen benötigt.

### Spielablauf
Ein Spiel mit drei oder vier Spielern läuft über zwölf Runden, bei zwei Spielern werden sechs Runden gespielt; insgesamt bekommt so jeder Spieler in einem Spiel zwölf Dominoplättchen. In der ersten Runde werden bei zwei oder vier Spielern jeweils vier und bei drei Spielern drei Dominoplättchen aus dem Beutel gezogen und verdeckt mit der Zahlenseite nach oben in der Tischmitte abgelegt. Danach werden sie entsprechend der Nummerierung sortiert und umgedreht. Der Startspieler wird ermittelt, indem ein Spieler die Figuren der Mitspieler in die geschlossenen Hände nimmt und durchmischt, danach lässt er eines fallen. Der Mitspieler, dessen König zuerst herausfällt, stellt diesen auf eines der ausliegenden Plättchen; danach folgen die anderen Spieler. Im Spiel mit zwei Spielern setzt zuerst der Startspieler einen König, danach folgt der Zweite mit beiden Figuren, zuletzt setzt wieder der Startspieler seinen zweiten König auf die letzte freie Karte.
Sind die Könige auf der ersten Auslage platziert, werden die Plättchen der nächsten Auslage gezogen und neben der ersten Auslage platziert, auch diese Plättchen werden von oben nach unten entsprechend der Zahlenwerte sortiert. Die Dominoplättchen der ersten Auslage werden nun von oben nach unten an die entsprechenden Könige vergeben, die Spieler platzieren sie entsprechend der Anlegeregeln in ihrem Königreich. Jeder frei gewordene König wird sofort auf einem freien Plättchen der neuen Auslage platziert.
Die Auslage im Königreich ergibt eine Fläche von 5 mal 5 Feldern, wobei die Position des Startplättchens innerhalb der Fläche dem Spieler überlassen bleibt. Die Spieler versuchen, möglichst wertvolle Gebiete der verschiedenen Landschaftstypen entstehen zu lassen, wobei die Anzahl benachbarter Felder und der den Gebäuden zugeordneten Kronen gewertet wird. Der erste Dominostein wird an das Startplättchen angelegt, folgende Steine müssen immer waagerecht oder senkrecht mit mindestens einem Feld an ein Feld eines benachbarten Plättchens mit dem gleichen Landschaftstyp oder an das Startplättchen angrenzen. Zugleich darf das Plättchen nicht aus der Fläche von 5 mal 5 Feldern herausragen. Ist es nicht möglich, ein Dominoplättchen regelgerecht anzulegen, wird es aus dem Spiel genommen.

### Spielende und Auswertung
Das Spiel endet, wenn jeder Spieler zwölf Dominoplättchen erhalten hat und damit alle Plättchen aus dem Beutel genommen wurden. Zur Auswertung werden die Prestige- oder Siegpunkte ermittelt, indem jeweils alle Felder eines Landschaftstyps gewertet werden. Der Wert der Gebiete wird immer aus der Anzahl der jeweiligen Felder eines zusammenhängenden Landschaftstyp multipliziert mit dem Wert der darauf befindlichen Gebäude (Summe der abgebildeten Kronen) ermittelt. Gewinner ist der Spieler mit den meisten Punkten, bei Gleichstand derjenige mit der größten zusammenhängenden Landschaft. Die maximal denkbare Punktzahl eines 5x5-Feldes beträgt 141 (inklusive 15 Bonuspunkte).

### Varianten
In der Spielanleitung werden insgesamt vier Varianten in Form optionaler Zusatzregeln vorgeschlagen, die beliebig kombiniert werden können:
- Dynastie: Die Wertung erfolgt über drei nacheinander gespielten Einzelspielen, Gewinner ist der Spieler mit den meisten Gesamtpunkten.
- Harmonie: Wenn ein Spieler am Ende eine vollständige Fläche von 5 mal 5 Feldern vorweisen kann, ohne ein Plättchen abgeben zu müssen, bekommt er 5 zusätzliche Punkte.
- Reich der Mitte: Befindet sich das Schloss eines Spielers am Ende der Runde in der Mitte des Königreichs, bekommt er 10 zusätzliche Punkte.
- Das große Duell: Das große Duell ist eine Variante für das Spiel mit zwei Spielern. Bei dem Duell werden Königreiche mit einer Fläche von 7 mal 7 Feldern aus allen 48 verfügbaren Dominoplättchen gebildet.

## Ausgaben
Das Spiel Kingdomino wurde von Bruno Cathala entwickelt und 2015 im französischen Verlag Le Grand Massif aufgelegt. 2016 erschien das Spiel auch auf Deutsch beim Verlag Pegasus Spiele, der es zu den Internationalen Spieltagen 2016 in Essen (SPIEL '16) herausbrachte, sowie bei verschiedenen Verlagen international in verschiedenen Sprachversionen und multilingualen Ausgaben. 2017 wurde Kingdomino in einer überarbeiteten Neuauflage ein Wertungsblock hinzugefügt sowie der Stoffbeutel durch einen dreidimensionalen Turm ersetzt. Ende 2017 erschien mit Kingdomino XXL eine Version mit besonders großen Dominosteinen.

### Kingdomino: Zeitalter der Giganten (Erweiterung)
Mit Kingdomino: Zeitalter der Giganten erschien 2018 eine Erweiterung, die das Spiel durch Gebäude (Kronen) zerstörende Riesen sowie Aufgabenkarten ergänzt. Außerdem ist Spielmaterial für einen fünften Spieler enthalten.

### Queendomino
Mit Queendomino erschien 2017 ein eigenständiges Spiel, das in den Grundregeln Kingdomino entspricht, dem Spiel aber Bauplätze, separat baubare Gebäude, Münzen, Türme, Soldaten, einen Drachen und eine Königin hinzufügt. Kombiniert mit Kingdomino kann Queendomino mit bis zu 8 Spielern gespielt werden.

### Dragomino
Das 2020 erschienene Dragomino ist ein eigenständiges kindgerechtes Fantasy-Legespiel. Es wurde zum Kinderspiel des Jahres 2021 gekürt.

### Kingdomino Origins
Kingdomino Origins ist ein 2022 erschienenes eigenständiges Spiel, welches in der Steinzeit spielt.

### Moon River
Moon River ist ein 2023 erschienenes eigenständiges Spiel, bei der eine Ranch aufgebaut wird.

## Rezeption
Das Spiel wurde in zahlreichen Medien überwiegend positiv besprochen. Bei BoardGameGeek wurde es von Spielern mit durchschnittlich 7,5 von 10 Punkten bewertet (Platz 25 von ca. 2000 Familienspielen). Im Januar 2017 wurde es für den französischen Spielepreis As d’Or – Jeu de l’Année nominiert, konnte sich jedoch nicht gegen Unlock! durchsetzen. Im Mai 2017 wurde es für den Spielepreis Spiel des Jahres nominiert und konnte sich bei letzterem gegen Wettlauf nach El Dorado und Magic Maze durchsetzen. Beim Deutschen Spiele Preis 2017 errang das Spiel den Platz 6, zudem wurde es für den Niederländischen Spielepreis 2017 nominiert.

## Belege
1. ↑  3. Beeple Award: Kingdomino. In: Beeple. 25. April 2017, abgerufen am 28. März 2022 (deutsch).
2. 1 2 3 4 5 6 7 8  Kingdomino Spielregeln (Memento vom 13. Juli 2017 im Internet Archive)
3. ↑  
Versionen von Kingdomino in der Datenbank BoardGameGeek; abgerufen am 14. Mai 2017.
4. ↑  Kingdomino Neuauflage und XXL, brettspiel-news.de, abgerufen am 6. März 2019
5. ↑  Kingdomino: Zeitalter der Giganten (Erweiterung), pegasus.de, abgerufen am 6. März 2019
6. ↑  Spielregeln Queendomino, pegasus.de, abgerufen am 6. März 2019
7. ↑  Kingdomino Origins bei pegasus.de, abgerufen am 7. Januar 2025
8. ↑  Gerhard Göldenitz: Moon River am 2. Mai 2024 auf spieletest.at, abgerufen am 7. Januar 2025
9. ↑  La sélection des As d’or 2017. In: unmondedejeux.blog.lemonde.fr, 26. Januar 2017; abgerufen am 14. Mai 2017.
10. ↑  Unlock! récompensé par l’As d’or, le prix du jeu de société de l’année. In: unmondedejeux.blog.lemonde.fr, 23. Februar 2017; abgerufen am 14. Mai 2017.
11. ↑  Kingdomino auf der Website des Spiel des Jahres e.V.; abgerufen am 23. Mai 2017.
12. ↑  Deutscher Spiele Preis. Preisträger. In: spiel-messe.com. Abgerufen am 15. September 2021.
13. ↑  Familieprijs 2017: nominaties, Nominierung zum Niederländischen Spielepreis 2017, 23. September 2017; abgerufen am 21. Oktober 2017.